# Friedrich Marsch
Friedrich Marsch (* 2. Juni 1900 in Berlin-Steglitz; † 29. Juni 1984 in Hohn, Rendsburg) war ein deutscher Arzt und Buchautor.

## Leben
Er studierte Medizin in Berlin, München und Kiel 1917–1924 und wurde 1924 über das Thema Der Einfluss der Herz- und Lungenkrankheiten auf den mensuellen Cyclus (Ausgenommen Tuberkulose) promoviert.  Ab 1928 praktizierte er als Landarzt in Hohn. Marsch nahm am Zweiten Weltkrieg teil und war längere Zeit in sowjetischer Kriegsgefangenschaft. Er engagierte sich für behinderte Menschen und kümmerte sich unentgeltlich um die Altenpflegeheime im Kreis Rendsburg. Als 80-Jähriger gab er die Landarztpraxis auf.

## Auszeichnungen
- Hartmann-Thieding-Plakette des Hartmannbundes (1963)[2]
- Bundesverdienstkreuz am Bande (10. April 1980)[3]

## Veröffentlichungen
- Die Maus im Kornfeld. Hippokrates-Verlag, Stuttgart 1961
- Die Hexe im Federbett und andere Erlebnisse eines schleswig-holsteinischen Landarztes in aller Welt. Bramstedt, Elmshorn 1979, ISBN 3-921717-02-7